# Bjala Slatina
Bjala Slatina (Bulgaars: Бяла Слатина) is een stad in het noordwesten van Bulgarije in de oblast Vratsa. De stad is de hoofdplaats van de gemeente Bjala Slatina. Op 31 december 2018 telt de stad zelf 9.856 inwoners, terwijl de gemeente 21.481 inwoners telt.

## Bevolking

#### Religie
Volgens de volkstelling van 2011 is het christendom de grootste religie in Bjala Slatina en omgeving. Zo'n 73,3% van de bevolking is lid van de Bulgaars-Orthodoxe Kerk, 3,6% is lid van de Katholieke Kerk en 0,5% behoort tot de verschillende protestantse denominaties. Er leeft verder een kleine gemeenschap van moslims (1,5%), voornamelijk Bulgaarse Turken. Een groot deel van de bevolking heeft geen religie of heeft niet gereageerd op de optionele volkstelling van 2011.